# 5094 Seryozha
Az 5094 Seryozha (ideiglenes jelöléssel 1982 UT6) a Naprendszer kisbolygóövében található aszteroida. Ljudmila Georgijevna Karacskina fedezte fel 1982. október 20-án.